# Lothar Schneider (Karikaturist)
Lothar Ralf Schneider (* 3. Dezember 1943 in Falkenberg/Elster) ist ein deutscher Karikaturist/Grafiker.

## Leben und Werk
Schneider besuchte von 1950 bis 1960 die Grund- und Mittelschule um dann bis 1963 eine Lehre als Mess- und Regelungsmechaniker zu absolvieren. Daneben besuchte er von 1961 bis 1963 die Abendakademie Malerei, Grafik und Freies Gestalten am Bauhaus Dessau. 1964 bis 1966 arbeitete er als Mechaniker und ließ sich an der Fern- und Abendakademie der Hochschule für Grafik und Buchkunst Leipzig zeichnerisch und grafisch-technisch ausbilden. 1965 folgten erste Veröffentlichungen, nebenbei das Studium des Staatsrechts. Seit 1972 ist er hauptberuflich Karikaturist und Pressezeichner und bereits seit 1971 war er Mitglied im Verband Bildender Künstler der DDR. Nach dessen Auflösung 1990 wurde er 1991 Mitglied im Bundesverband Bildender Künstlerinnen und Künstler (wo er 2005 austrat) und 1995 der internationalen Gesellschaft der Bildenden Künste. 1996 war er Gründungsmitglied der Künstlergruppe Kopfweide, der auch zeitweilig Dieter Claußnitzer, Gerhard Knabe, Wilfried Schmidt und Franz-Peter Biniarz angehörten.
Schneider arbeitet hauptsächlich auf dem Gebiet der Pressezeichnung und der Freien Grafik. Er hatte Personalausstellungen in Lübben, Luckau, Leipzig, Potsdam, Berlin, München, Weimar, Cottbus, Beeskow, Zinnowitz, Rostock, Fono (Italien), Katwik (Niederlande), Szeged (Ungarn), Zelena Gora (Polen), Højer Sogn (Dänemark) und Trollhättan (Schweden) usw. Außerdem war er an Ausstellungen in folgenden Orten beteiligt: Fürstenwalde/Spree, Guben, Hannover, Mainz, Wiesbaden, Stuttgart, Köln, Ankara (Türkei), Istanbul (Türkei), Legnica (Polen), Sydney (Australien), Brüssel (Belgien), Jonzac (Frankreich), Sofia, Gabrowo (beide Bulgarien), Turin (Italien) und Madrid (Spanien) u. a. Seit 2003 arbeitet Schneider unter dem Künstlernamen LORAS.
Er lebt im Lübbener Stadtteil Radensdorf.